# Військові фахівці Білорусі

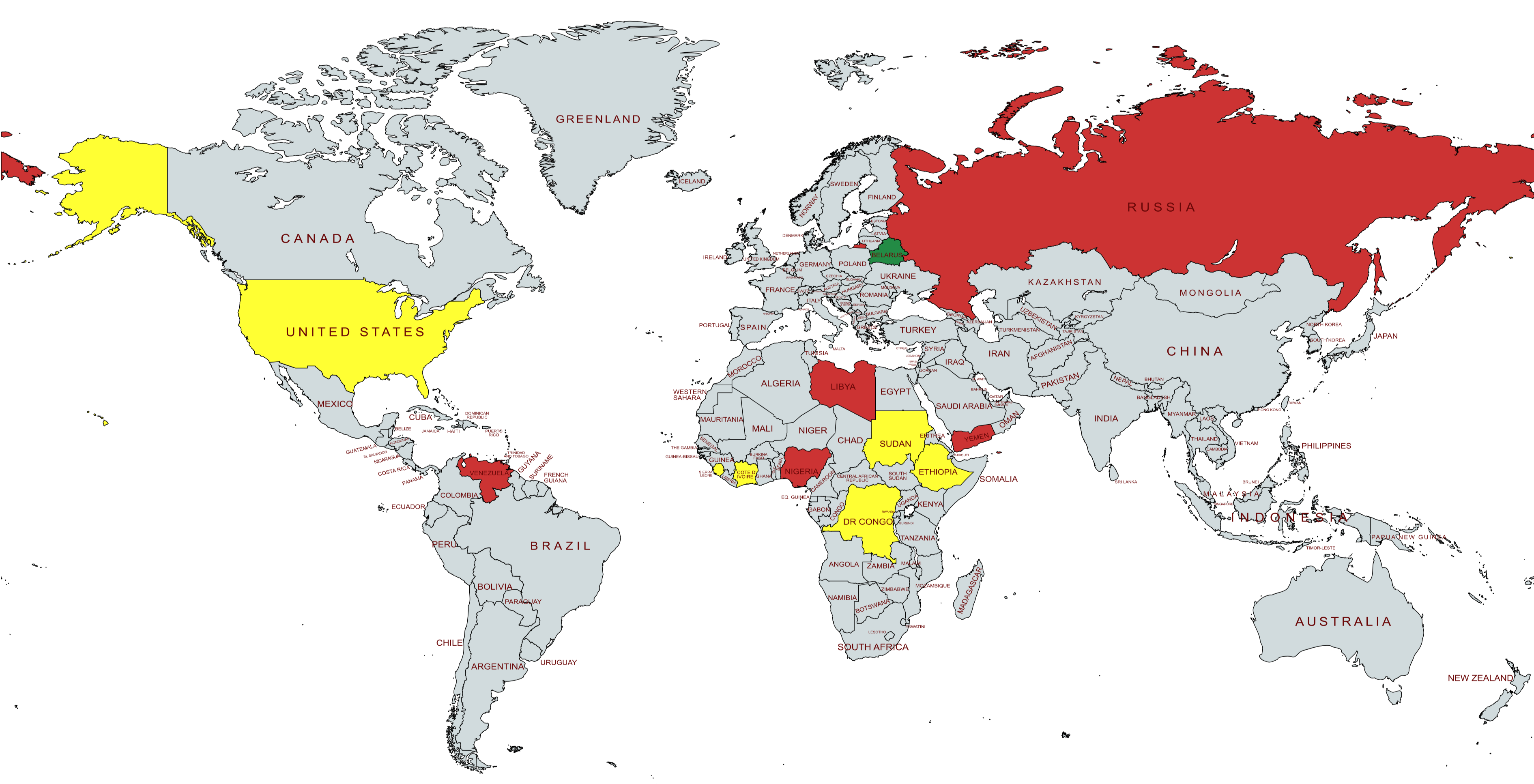
Карта використання послуг білоруських військових фахівців за 1991—2025 роки.
Білорусь
підтверджено владою
спростовується владою/немає офіційних заяв

Військові фахівці Білорусі (біл. Ваенныя спецыялісты Беларусі) — колишні та діючі військовослужбовці Збройних сил Республіки Білорусь, рідше представники воєнізованих організацій та працівники підприємств військово-промислового комплексу, які надають підтримку іноземним силовим структурам.

## Історія
У 1990-ті білоруська армія була скорочена урядом через неможливість утримувати великий контингент військ, який дістався від СРСР (див. Скорочення Збройних сил Білорусі (1992—1996)). Багато кадровиків втрачали робочі місця, інші йшли через низькі зарплати. Частина звільнених пішли в найманці. Серед затребуваних за кордоном спеціальностей виявилися льотчики, фахівці з обслуговування технічної авіації і бойової техніки, штабні офіцерів і фахівці спецоперацій — наприклад, снайпери. Нерідко паралельно з державними спеціалістами або замість них діяли найманці, які уклали індивідуальні контракти з іноземними силовими структурами або перебувають під патронажем білоруської влади. Найважливішим регіоном для Білорусі в сфері послуг військових радників стала Африка. В кінці 2010-х і початку 2020-х все більше конкуренцію в частині навчання іноземних військовослужбовців та організації бойових дій почали надавати ізраїльтяни, французи, російські ПВК і представники інших країн.

## Діяльність по країнах
- Кот-д'Івуар: авіатори і авіатехніки (2004[5] і 2005[6], див. Білоруські найманці в Кот-д'Івуарі), фахівці з експлуатації бронемашин, підготовка необхідних кадрів для армії (2020[4]). Офіційно заперечується.
- Судан: різні військові послуги (після 2006[7]).
- Венесуела: створення єдиної системи протиповітряної оборони і радіоелектронної боротьби (див. Група білоруських військових фахівців у Венесуелі) і підготовка командос[8] (2008—2013).
- Лівійська Джамахірія: різні військові послуги. Офіційно тільки до громадянської війни 2011[2].
- Ємен: фахівці з експлуатації танків (2013[9]).
- Нігерія: обслуговування ударних вертольотів, навчання пілотів, інженерів[10] і спецназу[11].
- Демократична Республіка Конго:  підготовка пілотів вертольотів (2014—2019[4]). Офіційно заперечується.

## Бойові дії і інциденти
У листопаді 2004 року білоруські пілоти опинилися в центрі скандалу в Кот-д'Івуар, коли вони разом з івуарійськими пілотами помилково розбомбили французьку військову базу (див. Білоруські найманці в Кот-д'Івуарі).
У 2011 році надходили повідомлення, що білоруські військові надають різну допомогу армії Муаммара Каддафі в боротьбі з повстанцями. Білоруси займалися підготовкою лівійських силовиків, ремонтом і експлуатацією військової техніки, діяли на посадах військових радників, виконували місії спецпідрозділів, у тому числі снайперів (див. Білоруси в лівійському конфлікті).
У 2013 році в місті Сана (Ємен) невідомі бойовики вбили двох співробітників 140-го ремонтного заводу, які працювали на Міністерство оборони країни. (див. Розстріли в Сані (2013)).
У 2015—2019 роках проходила інформація, що білорууські військові фахівці знаходяться в Ківу, де надають допомогу урядовій армії в боротьбі з повстанцями. У 2017 році троє білорусів постраждали в катастрофи вертольота Мі-24, імовірно збитого ополченцями угруповання M23.

## Відомі військспеці
- Ліхоткін Олег Петрович — білоруський льотчик. У 2001 році виїхав до Демократичної Республіки Конго на службу військовим інструктором. УВС Брестського облвиконкому числиться зниклим без вести[13]. В інших джерелах заявлялося про його загибель в ході авіакатастрофи 2006 року[14] або полоні[15].
- Сушкін Юрій Леонідович[be] — відставний полковник ВПС Білорусі, учасник Афганської та Першої Івуарійської воєн[16]. Здобув широку популярність після вбивства дев'яти французьких військовослужбовців у Кот-д'Івуарі, за що паризьким судом був заочно засуджений до довічного ув'язнення[17].
- Паферов Олег Сергійович[be] — генерал-лейтенант, у період з 2008[18] до 2013[19] був керівником групи білоруських військових радників при Збройних силах Венесуели.
- Качура В'ячеслав Михайлович[be] — відставний майор ГРУ[ru], колишній начальник штабу 334-го окремого загону спеціального призначення, учасник Афганської війни та імовірно громадянської війни в Лівії. З 2011 по 2018 роки перебував у полоні у бойовиків. Останній громадянин Республіки Білорусь, звільнений із лівійського полону[20].
- Мазинський Анатолій Євгенович — співробітник 140-го ремонтного заводу, молодший брат театрального режисера Валерія Мазинського[be]. Загинув 2013 року в Ємені[21].